# Fritz Schmalenbach
Fritz Schmalenbach (* 13. Juli 1909 in Köln; † Juli 1984 in Lübeck) war ein deutscher Kunsthistoriker und Museumsdirektor.

## Leben
Ernst Friedrich Schmalenbach war Sohn des Begründers der Betriebswirtschaftslehre Eugen Schmalenbach und der Marianne Sachs. Seine Schwester Marianne wurde Juristin, der Kunsthistoriker Werner Schmalenbach war ein Sohn des Onkels Herman Schmalenbach.
Fritz Schmalenbach machte 1928 Abitur am Realgymnasium in Köln und studierte Kunstgeschichte, Archäologie und Geschichte in Berlin, Freiburg im Breisgau und Köln und wurde 1934 in Münster bei Martin Wackernagel mit der Dissertation Jugendstil in Münster promoviert.
Als Sohn einer jüdischen Mutter hatte er im nationalsozialistischen Deutschland keine Berufschancen und er emigrierte in die Schweiz, wo er 1934 bis 1945 in Basel unterrichtete. Schmalenbach war ab 1945 Assistent und ab 1950 Kustos am Kunstmuseum Bern. 1956 wurde er als Nachfolger von Hans Arnold Gräbke als Direktor der Museen für Kunst und Kulturgeschichte der Hansestadt Lübeck berufen, wo er bis zu seinem Ruhestand 1974 tätig war. Sein Nachfolger wurde Wulf Schadendorf. Schmalenbach war auch Honorarprofessor der Christian-Albrechts-Universität zu Kiel.
1945 heiratete er die promovierte Literaturwissenschaftlerin Susanne Bing. Sie war Tochter des Rechtsanwalts Moritz Bing aus Köln. 

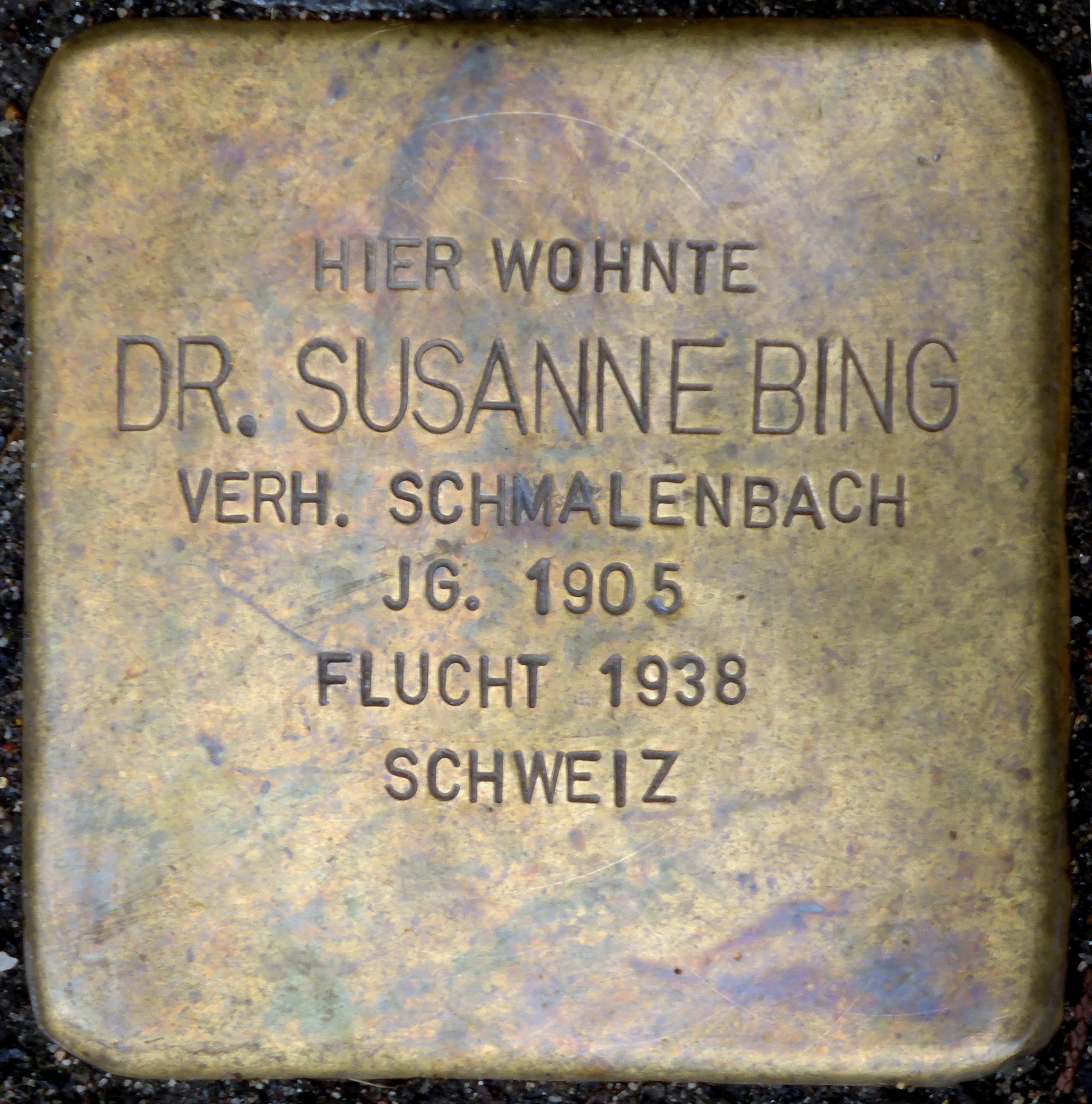
Stolperstein für Susanne Bing in Köln

## Schriften
- Jugendstil. Ein Beitrag zu Theorie und Geschichte der Flächenkunst. Triltsch, Würzburg 1935.
  - Nachdruck: Jugendstil. Ein Beitrag zu Theorie und Geschichte der Flächenkunst. Lang, Bern 1981, ISBN 978-3-26101394-1.
- Die Malerei der ‚Neuen Sachlichkeit.‘ Mann, Berlin 1973, ISBN 978-3-78614097-9.
- Studien über Malerei und Malereigeschichte. Mann, Berlin 1972.
- Oskar Kokoschka. (= Die Blauen Bücher). Verlag Langewiesche, Königstein im Taunus 1967.
- Käthe Kollwitz. (= Die Blauen Bücher). Verlag Langewiesche, Königstein im Taunus 1965, ISBN 978-3-7845-2671-3
- Neue Studien über Malerei des 19. und 20. Jahrhunderts. Rota-Verlag, Bern 1955.
- Ausschnitte aus Anker-Bildern. Büchler, Bern 1954.
- Kunsthistorische Studien. Schudel, Basel 1941.